# Кипр на «Евровидении-2012»
Кипр принял участие в конкурсе песни Евровидение 2012 в Баку, Азербайджан. Своего представителя на международном конкурсе CyBC выбрал внутренним отбором, в то время как песня будет выбрана с помощью национального отбора.

## Национальный финал
3 августа 2011 года Киприотский национальный вещатель CyBC объявил, что страну будет представлять певица Иви Адаму. 30 ноября 2011 года была объявлена дата национального отбора, который состоится 25 января 2012 года. 29 декабря 2011 года были объявлены названия трех песен, которые будут участвовать в национальном отборочном конкурсе. 6 января 2012 года были официально опубликованы аудиозаписи песен, участвующих в отборе.
| Номер | Песня                   | Композиторы                                                              | Место | Очки |
| ----- | ----------------------- | ------------------------------------------------------------------------ | ----- | ---- |
| 1     | «Call The Police»       | Lene Dissing, Jakob Glæsner, Mikko Tamminen                              | 2     | 18   |
| 2     | «La La Love»            | Alex Papaconstantinou, Björn Djupström, Alexandra Zakka, Viktor Svensson | 1     | 24   |
| 3     | «You Don’t Belong Here» | Niklas Jarl, Alexander Schöld, Sharon Vaugh                              | 2     | 18   |

## Кипр на Евровидение 2012
В первом полуфинале конкурса, который состоялся 22 мая 2012 года Иви Адаму выступила под 12 номером. Представительница Кипра прошла в финал (26 мая 2012 года), где выступала под 8 номером. Она заняла 16 место, набрав одинаковое количество очков с исполнительницей из Украины - 65.